# 圣乔瓦尼-因佩尔西切托
圣乔瓦尼-因佩尔西切托是意大利艾米利亚-罗马涅大区博洛尼亚省的一个镇。